# Akim Abdallah
Abdel-Hakim Abdallah, né le 18 août 1997 à Troyes, est un footballeur international comorien qui occupe le poste de défenseur gauche à l'EA Guingamp.

## Biographie
Le 25 octobre 2019, il dispute son premier match de Ligue 2 à l'occasion de la 12e journée de championnat contre Auxerre.
Le 21 septembre 2021, il inscrit son premier but avec le GF 38 contre Nancy, match comptant pour la 9e journée de Ligue 2,. 

## Statistiques

### En club
| Saison                | Club                  | Championnat           | Championnat | Championnat | Coupe(s) nationale(s) | Coupe(s) nationale(s) | Total | Total |
| Saison                | Club                  | Division              | M.          | B.          | M.                    | B.                    | M.    | B.    |
| 2016-2017             | ES Troyes AC          | Ligue 2               | 1           | 0           | 1                     | 0                     | 2     | 0     |
| 2018-2019             | Tours FC              | National              | 32          | 0           | 5                     | 1                     | 37    | 1     |
| 2019-2020             | Grenoble Foot 38      | Ligue 2               | 1           | 0           | 2                     | 0                     | 3     | 0     |
| 2020-2021             | Grenoble Foot 38      | Ligue 2               | 28          | 0           | 1                     | 0                     | 29    | 0     |
| 2021-2022             | Grenoble Foot 38      | Ligue 2               | 29          | 1           | 2                     | 0                     | 31    | 1     |
| Sous-total            | Sous-total            | Sous-total            | 58          | 1           | 5                     | 0                     | 63    | 1     |
| 2022-2023             | Rodez AF              | Ligue 2               | 35          | 0           | 4                     | 0                     | 39    | 0     |
| 2023-2024             | Rodez AF              | Ligue 2               | 39          | 1           | 2                     | 0                     | 41    | 1     |
| 2024-2025             | Rodez AF              | Ligue 2               | 32          | 1           | -                     | -                     | 32    | 1     |
| Sous-total            | Sous-total            | Sous-total            | 106         | 2           | 6                     | 0                     | 112   | 2     |
| 2025-2026             | EA Guingamp           | Ligue 2               | 2           | 0           | -                     | -                     | 2     | 0     |
| Total sur la carrière | Total sur la carrière | Total sur la carrière | 199         | 3           | 17                    | 1                     | 216   | 4     |

### En sélection nationale
| Saison                | Sélection             | Phases finales        | Phases finales | Phases finales | Éliminatoires CDM | Éliminatoires CDM | Matchs amicaux | Matchs amicaux | Total | Total |
| Saison                | Sélection             | Compétition           | M              | B              | M                 | B                 | M              | B              | M     | B     |
| --------------------- | --------------------- | --------------------- | -------------- | -------------- | ----------------- | ----------------- | -------------- | -------------- | ----- | ----- |
| 2017-2018             | Comores               | -                     | -              | -              | -                 | -                 | 1              | 0              | 1     | 0     |
| 2021-2022             | Comores               | -                     | -              | -              | 2                 | 0                 | -              | -              | 2     | 0     |
| 2022-2023             | Comores               | -                     | -              | -              | 1                 | 0                 | 1              | 0              | 2     | 0     |
| 2023-2024             | Comores               | -                     | -              | -              | 4                 | 0                 | 2              | 0              | 6     | 0     |
| 2024-2025             | Comores               | -                     | -              | -              | 6                 | 0                 | 1              | 0              | 7     | 0     |
| Total sur la carrière | Total sur la carrière | Total sur la carrière | -              | -              | 13                | 0                 | 5              | 0              | 18    | 0     |